# Hamada Hirosuke
Pour les articles homonymes, voir Hamada.
Hirosuke Hamada (浜田広介/濱田廣介, Hamada Hirosuke) est un écrivain de contes pour enfants japonais né le 25 mai 1893 et mort le 17 novembre 1973. Son œuvre la plus connue est L'Ogre rouge qui pleurait.
Né dans une famille d'agriculteurs de la préfecture de Yamagata, au Japon, Hirosuke Hamada fait des études de littérature anglaise à l'université de Waseda. Après sa sortie de l'université, il travaille comme éditeur dans des revues pour enfants puis finit par se consacrer à l'écriture de contes pour enfants. Il remporte de nombreux prix, dont le prix Noma en 1942.